# Psychotria nandarivatensis
Psychotria nandarivatensis är en måreväxtart som beskrevs av Albert Charles Smith. Psychotria nandarivatensis ingår i släktet Psychotria och familjen måreväxter. Inga underarter finns listade i Catalogue of Life.